# Chrysochlorinae
Sous-famille
Chrysochlorinae est une sous-famille de mammifères de la famille des Chrysochloridae. Traditionnellement classées dans l'ordre des Insectivora, les espèces de ce groupe ont été réunies de préférence dans l'ordre plus récent des Afrosoricida à la fin du XXe siècle.
Cette sous-famille a été décrite pour la première fois en 1825 par le zoologiste britannique John Edward Gray (1800-1875).

## Liste des genres
Selon Mammal Species of the World (version 3, 2005)  (15 décembre 2014) et ITIS (15 décembre 2014) :
- genre Carpitalpa Lundholm, 1955
- genre Chlorotalpa Roberts, 1924
- genre Chrysochloris Lacépède, 1799
- genre Chrysospalax Gill, 1883
- genre Cryptochloris Shortridge & Carter, 1938
- genre Eremitalpa Roberts, 1924

## Liste des genres, sous-genres, espèces
Selon Mammal Species of the World (version 3, 2005)  (15 décembre 2014) :
- genre Carpitalpa
  - Carpitalpa arendsi
- genre Chlorotalpa
  - Chlorotalpa duthieae
  - Chlorotalpa sclateri
- genre Chrysochloris
  - sous-genre Chrysochloris (Chrysochloris)
    - Chrysochloris asiatica
    - Chrysochloris visagiei

  - sous-genre Chrysochloris (Kilimatalpa)
    - Chrysochloris stuhlmanni
      - sous-espèce Chrysochloris stuhlmanni balsaci
      - sous-espèce Chrysochloris stuhlmanni stuhlmanni
- genre Chrysospalax
  - Chrysospalax trevelyani
  - Chrysospalax villosus
- genre Cryptochloris
  - Cryptochloris wintoni
  - Cryptochloris zyli
- genre Eremitalpa
  - Eremitalpa granti